# Wrestle-1
La Wrestle-1 (レッスル・ワン?, Ressuru Wan) (W-1) è una federazione di puroresu giapponese fondata nel luglio del 2013 da Keiji Muto dopo il suo congedo dalla All Japan Pro Wrestling. 

Il nucleo del roster della federazione fu formato da lottatori fedeli a Muto, che lasciarono AJPW in un esodo di massa nel mese di giugno del 2013.
Nella prima metà degli anni 2000 le promozioni AJPW, K-1 e Pride Fighting Championships condivisero il nome "Wrestle-1" per una serie di eventi da loro organizzati ma l'attuale federazione a cui è dedicata questa pagina non è da considerarsi una diretta continuazione di quelle manifestazioni.

## Storia
Nel maggio del 2013 la società Speed Partners (che dal 2012 deteneva la maggioranza delle azioni della AJPW) licenzia Keiji Muto (allora presidente della AJPW) il quale, nel mese successivo, decide di fondare la Wrestle-1 portando con sé la maggioranza dei lottatori facenti parte del roster di AJPW. 

Muto battezzò la nuova federazione prendendo ispirazione da una serie di eventi di wrestling professionale che furono prodotti da AJPW, K-1 e Pride Fighting Championship tra il 2002 e il 2005 e che rappresentano la continuazione del marchio di "Pro Wrestling Love", idea già lanciata dallo stesso Muto già nel 2002 quando era presidente della AJPW e definì "Puroresu Fighting Entertainment" lo stile della nuova federazione che stava creando.
Le intenzioni di Muto nei confronti della gestione delle alleanze con le altre federazioni lo portarono nello stesso anno ad aprire collaborazioni con la statunitense TNA (nella quale nel 2014 lottarono atleti giapponesi nel Bound for Glory), la messicana Asistencia Asesoría y Administración (AAA), federazione che cercò di coinvolgere nel progetto di realizzare un campionato valido in tre continenti e successivamente con le europee All Star Wrestling (ASW) della Gran Bretagna ed European Wrestling Promotion (EWP) tedesca.
Nel 2014 sono avvenute delle tournée di scambio tra federazioni compresa la disputa del titolo TNA World Heavyweight Championship tra A.J. Styles e Seiya Sanada avvenuta il 16 novembre 2014 in Giappone nonché la creazione dei primi due titoli principali della federazione  (Wrestle-1 Championship per i pesi massimi e Wrestle-1 Tag Team Championship per la divisione tag team).
Nel marzo 2015 avviene il debutto del terzo titolo (Wrestle-1 Cruiser Division Championship) e la realizzazione del primo torneo (Wrestle-1 Grand Prix) definito dalla federazione come l'equivalente del G1 Climax prodotto dalla New Japan Pro-Wrestling, mentre nell'autunno dello stesso anno vengono rivitalizzati due titoli in disuso come l'UWA World Trios Championship ed il F-1 Tag Team Championship, quest'ultimo già realizzato nel 2006 dallo stesso Muto in AJPW. 

Un secondo torneo (Road to Keiji Mutoh Tournament) si svolge nello stesso anno.
Nel 2016 Wrestle-1 ed AJPW organizzano un six-man tag team match che vide il presidente di AJPW Jun Akiyama affrontare il presidente di Wrestle-1 (lo stesso Muto) e dove vinsero gli atleti AJPW (Akiyama, Naoya Nomura e Yuma Aoyagi) contro Muto, Koji Doi e Kumagoro.
Nel 2017 viene creato un nuovo titolo Wrestle-1 Result Championship destinato ai giovani lottatori e due nuovi tornei Wrestle-1 Tag League e Wrestle-1 Cruiser Festival.

## Titoli
| Titolo                               | Debutto          | Note   |
| ------------------------------------ | ---------------- | ------ |
| Wrestle-1 Championship               | 8 ottobre 2014   | [ 12 ] |
| Wrestle-1 Tag Team Championship      | 30 novembre 2014 | [ 13 ] |
| WRESTLE-1 Cruiserweight Championship | 5 maggio 2015    | [ 14 ] |
| Wrestle-1 Result Championship        | 22 febbraio 2017 | [ 15 ] |
| UWA World Trios Championship         | 18 marzo 1984    | [ 16 ] |
| F-1 Tag Team Championship            | 15 dicembre 2006 | [ 17 ] |

## Tornei
| Tornei                        | Ultimo vincitore                     | Data             |
| ----------------------------- | ------------------------------------ | ---------------- |
| Wrestle-1 Grand Prix          | Jiro Kuroshio                        | 12 luglio 2017   |
| Wrestle-1 Tag League          | Team 246 (Kaz Hayashi e Shuji Kondo) | 30 novembre 2014 |
| Wrestle-1 Cruiser Festival    | TBD                                  | N/A              |
| Road to Keiji Muto Tournament | Jiro Kuroshio                        | 30 maggio 2015   |